# Kościół Świętych Apostołów Piotra i Pawła w Starym Mieście
Kościół Świętych Apostołów Piotra i Pawła w Starym Mieście – rzymskokatolicki kościół parafialny znajdujący się we wsi Stare Miasto, przy ulicy Rychwalskiej.

## Architektura
Budowla obecnie składa się z kościoła neoromańskiego wybudowanego z cegły w 1907 roku oraz z drugiej starszej części w postaci przylegającej do niego kaplicy, która jest dawnym kościołem romańskim z XIII wieku z gotycką ceglaną nadbudową z XIV-XV wieku. 
W ścianie południowej zachował się portal romański, na węgarach płaskorzeźby: maski i sowa, w tympanonie krucyfiks. 
Zakrystia od północy zbudowana została z kamienia ciosowego i sklepiona beczkowo. W ścianie zewnętrznej romańskiego prezbiterium piaskowcowa gotycka płyta nagrobna bez napisu, przypuszczalnie z przełomu XIII-XIV wieku. Po rozbudowie świątynia została konsekrowana 2 maja 1909 roku przez bp. Stanisława Zdzitowieckiego.

## Wnętrze
- chrzcielnica romańska z XIII wieku,
- w ołtarzu obraz Matki Bożej Pocieszenia z XVII wieku, w srebrnej sukience rokokowej.
- Polichromia z 1907 roku autorstwa Eligiusza Niewiadomskiego[1].

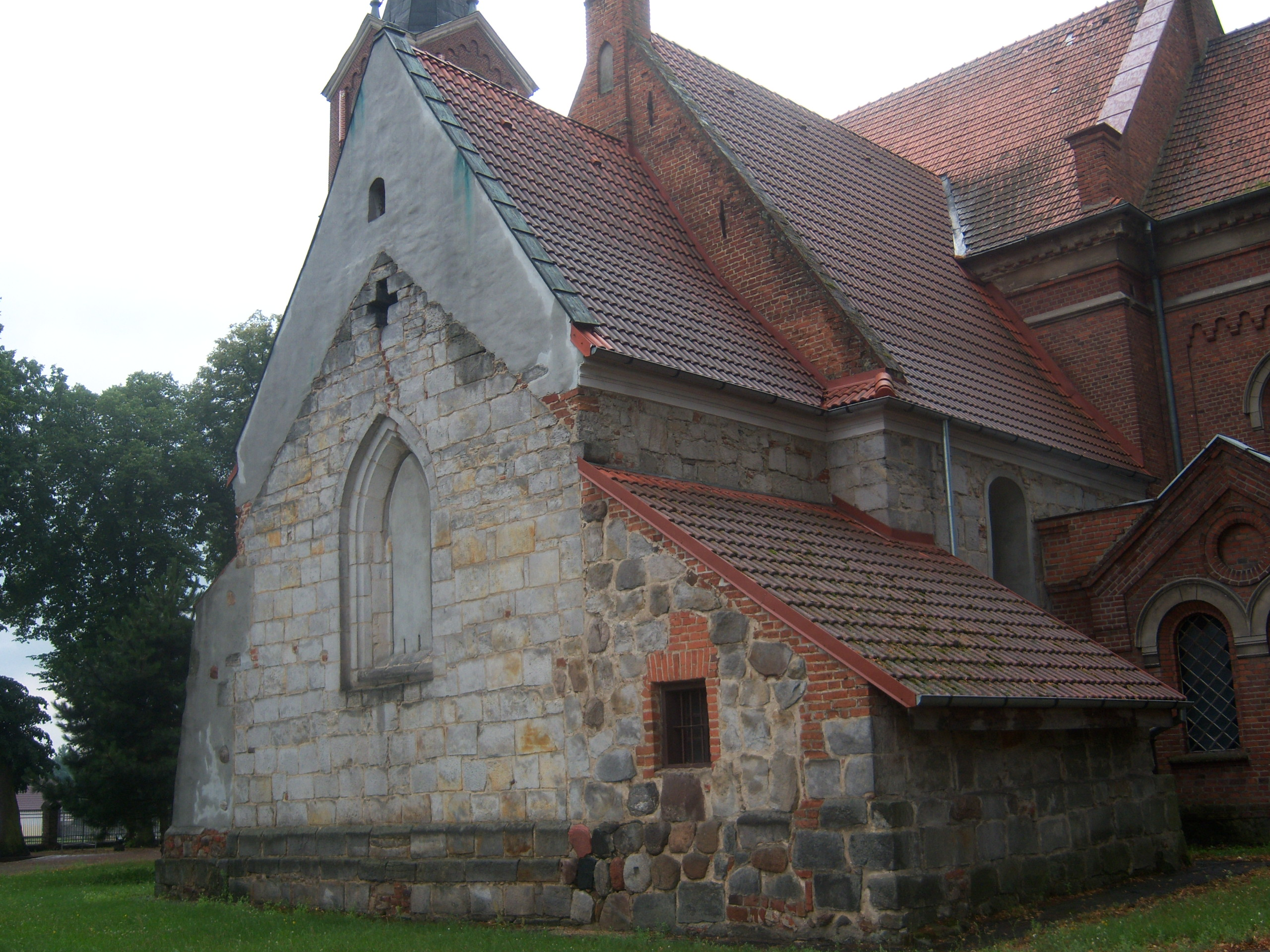
Kościół romański (obecnie kaplica boczna)